# سایکدلیک راک
سایکدلیک راک یا راک روان‌گردان (به انگلیسی: Psychedelic rock) سبکی از موسیقی راک ملهم از فرهنگ روان گردان (سایکدلیک) است و تلاش دارد تأثیرهایی مشابه استفاده از داروهای روانگردان (مواد مخدر و محرک) ایجاد کند.
در این سبک، افکت‌ها و تکنیک‌های جدیدی در ضبط استفاده می‌شود که متأثر از منابع غیر غربی مانند راگاها و درُونهای موسیقی هندی است. این سبک در اواسط دههٔ ۶۰ میلادی و به وسیله گروه‌هایی هم‌چون بیتلز، بِردز و یاردبردز و پینک فلوید پایه‌گذاری شد و گروه‌های راک و بلوز راک انگلیسی و آمریکایی نظیر گریت‌فول دد، جفرسن ایرپلین، جیمی هندریکس، کریم، دورز و پینک فلوید به‌عنوان یک ژانر موسیقی به‌آن رسمیت دادند. در سال‌های ۱۹۶۷ و ۱۹۶۹ سایکدیلیک راک با فستیوال‌های تابستان عشق و وودستاک به اوج خود رسید و به یک جنبش موسیقایی بین‌المللی به همراه جلوه‌های وسیع ضدفرهنگی تبدیل شد و در نهایت، از دست رفتن و مرگ مهره‌های کلیدی این سبک و جنبش بازگشت به ریشه‌های راک، وقتی جامعه در حال تغییر نگرش بود و پیش از آن‌که این سبک از بین برود، سبب شد بازماندگان به سبک‌های دیگری روی بیاورند. (بعضی هنرمندان مانند پینک فلوید تا آخر خصلت‌های سایکدلیک‌شان را حفظ کردند).
سایکدلیک راک بر خلق سبک‌هایی نظیر سایکدلیک پاپ و سایکدلیک سول نیز تأثیر گذاشت. همچنین پُلی شد برای انتقال فُرم‌های اولیهٔ موسیقی بلوز و فولک مبتنی بر راک (مانند بلوز راک و فولک راک) به پراگرسیو راک، گلم راک و هارد راک و نتیجهٔ این دگردیسی گسترش زیر شاخه‌هایی مثل هوی متال بود. از اواخر دهه هفتاد میلادی سایکدلیک در شکل‌های جدیدی مانند نئو سایکدلیا احیا شد.

## ویژگی‌ها

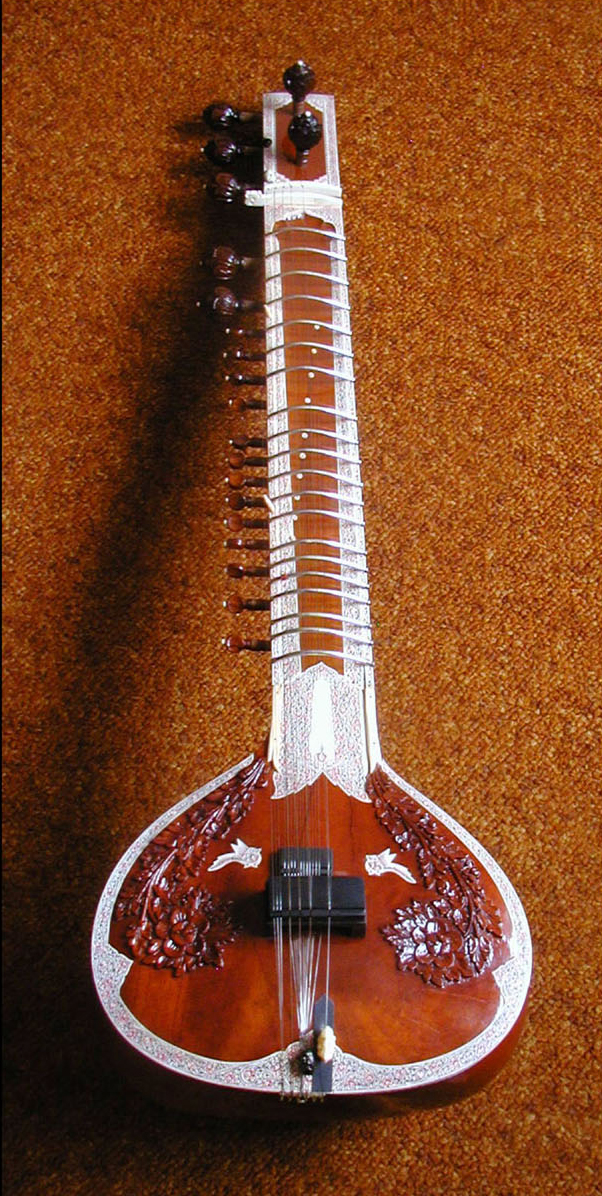
سیتار، که بسیار در موسیقی سایکدلیک استفاده می‌شد.

به عنوان یک سبک موسیقی، سایکدلیک راک تلاش دارد اثرات استفاده از مواد مخدر و محرک را با تلفیق جلوه‌های جدید صوتی الکترونیک، تکنوازی‌های طولانی مدت و بداهه نوازی که به ویژه تحت تأثیرعرفان شرقی بود و با استفاده از سازهای نامتعارف موسیقی شرقی بخصوص سازهای هندی یا تلفیق عناصر موسیقی شرقی انعکاس می‌یافت، افزایش دهد. ویژگی‌های اصلی آن شامل:
- گیتار الکتریک که اغلب با Audio feedback، وا وا و فازباکس همراه است.[۲]
- افکت‌های صوتی که با مهارت به کار گرفته می‌شود.[۳]
- استفاده از سازهای غیرمتعارف با تأکید ویژه بر تبلا و سیتار.[۴]
- حضور پر رنگ سازهای کلیدی نظیر اُرگ، هارپسیکورد یا ملوترون.[۵]
- تکنوازی طولانی مدت سازهای الکترونیک ابتدایی نظیر سینث سایزر و ترمین.[۶][۷][۸]
- شعرهایی که به‌طور مستقیم و غیرمستقیم به مواد مخدر و محرک اشاره دارد نظیر «خرگوش سفید» از جفرسن ایرپلین و «گرد ارغوانی» از جیمی هندریکس.
- اشعار سورئال، عجیب و غریب، رمزآمیز یا ملهم از ادبیات و …[۹]

## وجه تسمیه

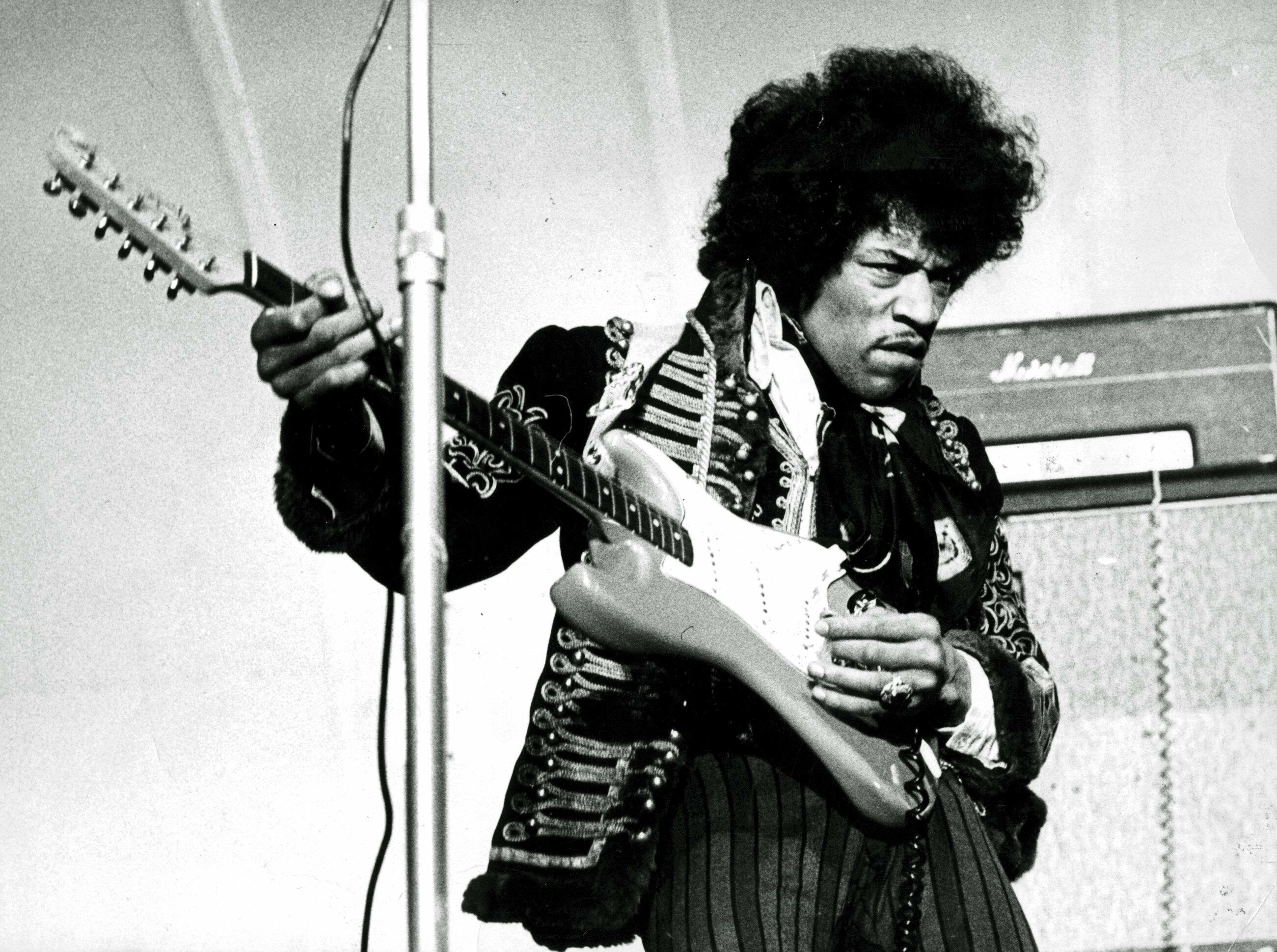
جیمی هندریکس در شهربازی Gröna Lund در استکهلم، سوئد، 24 مه 1967.

اصطلاح سایکدلیک نخستین بار توسط روانپزشکی به نام هامفری آزموند به منظور توصیف جایگزینی برای داروهای روان‌گردان مورد استفاده قرار گرفت. تصور می‌شود اولین کاربرد موسیقایی واژه سایکدلیک به وسیله گروه فولک ساکن نیویورک به نام هولی مُدال راوندرز بر روی نسخه‌ای از «بلوز مردد» ساخته اسطوره فولک لید بلی در ۱۹۶۴ بوده‌است. اولین گروهی که خود را به عنوان یک گروه ساکدلیک راک معرفی کرد د ترتین فلور الویترز از تگزاس، در اواخر ۱۹۶۵ بود. این اصطلاح نخستین بار در مجلهٔ آستین اَمریکَن-اِستِیتسمَن در تاریخ ۱۰ فوریه ۱۹۶۶ در مقاله‌ای دربارهٔ این گروه با عنوان «آسانسورهای منحصر به فرد با سایکدلیک راک می‌درخشند» مورد استفاده قرار گرفت و آن‌ها اولین گروهی بودند که در آگوست همان سال آلبومی با نام صداهای سایکدلیک آسانسور طبقه‌ی سیزدهم منتشر کردند و این اصطلاح را به عنوان بخشی از اسم اثر به کار بردند. وقتی که جلوه‌های ضدفرهنگی در سن فرانسیسکو افزایش یافت واژه‌های اسید راک و سایکدلیک راک در سال ۱۹۶۶ برای توصیف موسیقی که تحت تأثیر داروهای روانگردان و مواد مخدر و محرک بود مورد استفاده قرار گرفت و در سال‌های بعد نیز به‌طور گسترده‌ای به کار رفت. واژه‌های سایکدلیک راک و اسید راک اغلب به صورت مترادف استفاده می‌شوند اما صاحب نظران این دو را از هم متمایز می‌دانند، اولی به‌طور معمول در رابطه با تأثیر داروهای روانگردان به کار می‌رود و اسید راک می‌تواند به عنوان زیرشاخه‌ای شناخته شود که بیشتر بر ال اس دی متمرکز بود، اغلب صدای بلندتری داشت، و بداهه نوازی طولانی مدت در آن استفاده می‌شد.

## رشد سایکدلیک راک
جی استیونس نویسنده کتاب «طوفان بهشتی: ال اس دی و رؤیای آمریکایی» که به نوعی تاریخ‌نگار ال اس دی بود نوشت: در روزهای اولیه استفاده تفریحی، مصرف‌کنندگان ال اس دی (که اغلب مواقع دانشجویان و پزشکان بودند) در دو گروه عمده گرفتار می‌شوند. اولین گروه، که اساساً محافظه کار بودند و توسط آلدوس هاکسلی تعریف شدند، تصور می‌کردند که ال اس دی بسیار قوی و خطرناک است و از همین رو باید خیلی سریع و در همه ابعاد برای جامعه افشا شود و استفاده اش بایستی محدود به نخبگان جامعه – هنرمندان، نویسندگان و دانشمندان- باشد که می‌توانند به نوعی واسطه توزیع تدریجی آن در جامعه باشند. گروه دوم که تندروتر نیز بودند و توسط الپرت و لیری(به انگلیسی: Alpert and Leary) توصیف شدند، بر این باور بودند که ال اس دی قدرت ایجاد تحول در جامعه را دارد و باید هرچه سریعتر و راحت‌تر در اختیار عموم قرار گیرد. در طول دهه شصت گروه دوم مصرف‌کنندگان ال اس دی که از همه قشرها بودند به خرده فرهنگی تبدیل شدند که نماد عرفانی و مذهبی را که زائیده تأثیرات مواد مخدر و محرک قوی بود، می‌پرستید و از مصرف ال اس دی به عنوان روشی برای افزایش آگاهی دفاع می‌کرد.
شخصیت‌های مهم مرتبط با این خرده فرهنگ کشیشانی نظیر دکتر تیموتی لیری و موزیسین‌های سایکدلیک راک نظیر گریتفول دد، جیمی هندریکس، پینک فلوید، جفرسن ایرپلین و بیتلز بودند که خیلی زود جذب تبلیغاتی شدند که مولد علاقه بیشتر به مصرف ال اس دی بود. در ۱۹۶۵ آزمایشگاه‌های ساندوز پس از درخواست دولت آمریکا مبنی بر نگرانی پیرامون استفاده ال اس دی، ارسال محموله‌های ال اس دی به ایالات متحده که هنوز هم قانونی بودند و حتی مصارف تحقیقاتی و روانپزشکی داشتند را متوقف کرد. در آوریل ۱۹۶۶ به قدری استفاده از ال اس دی رواج یافته بود که مجله تایم در مورد خطرات آن هشدار داد.
در دسامبر ۱۹۶۶ فیلم نسل هپروت (به انگلیسی: Hallucination Generation)به روی پرده رفت. سبک این فیلم به وسیلهٔ فیلم سفر در ۱۹۶۷ و سایک آوت در ۱۹۶۸ دنبال شد. ال اس دی در ۱۹۶۷ به اصلی‌ترین چالش تبدیل شد. بیتلز، گروه نامدار دهه ۶۰ اقرار کرد که تحت تأثیر ال اس دی بوده‌است. ابتدای همان سال، نشریهٔ بریتانیایی نیوز آو د ورلد سه هفته پرشور جشن ال اس دی را پوشش می‌داد که به میزبانی گروه راک مودی بلوز و حضور ستارگانی نظیر دانوان، پیت تاونزند از د هو و جینجر بیکر درامر گروه کریم بود. در نتیجه تبانی خبرنگاران و پلیس مخفی مبارزه با مواد مخدر، بسیاری از ستارگان پاپ نظیر دانوان، میک جگر و کیت ریچاردز از گروه رولینگ استونز بخاطر حمل مواد مخدر دستگیر شدند، گرچه هیچ‌یک از آن‌ها بخاطر ال اس دی دستگیر نشده بودند.
گروه‌هایی مثل بیتلز آشکارا دست به نمایش تأثیر ال اس دی بر کارهایشان زده می‌زدند. جان لنون آهنگی نوشت با نام، "Lucy in the Sky with Diamonds" که در آن نشانه‌های زیادی یافت می‌شد که به ال اس دی اشاره داشت، اگرچه لنون همیشه این ارتباط را تصادفی قلمداد می‌کر ولی با این حال لنون و هریسون از سال ۱۹۶۵ تجربه استفاده از مواد مخدر را داشتند. از آن گذشته آهنگ ""She Said She Said" از بیتلز با اقتباس از یک حرکت دسته جمعی مصرف ال اس دی توسط بیتلز به همراهی پیتر فوندای هنرپیشه شکل گرفت. فوندا گفته بود که در طی این حرکت این جمله بارها و بارها توسط جان لنون تکرار شد و آهنگ " Tomorrow Never Knows " که بسیاری از بندهای آن را جان لنون از کتاب "تجربه سایکدلیک" لیری عاریت گرفته بود از آلبوم روُلور بسیار واضح بر مصرف ال اس دی تأکید داشتند. در همان زمان گروه‌هایی نظیر پینک فلوید، جفرسن ایرپلین و گریتفول دد به تولد سبک جدیدی که به نام سایکدلیک راک یا اسید راک شناخته می‌شد کمک کردند. در اسناد محرمانه اف‌بی‌آی، گروه گریتفول دد مسئول معرفی و ترویج ال اس دی در ایالات متحده آمریکا به‌شمار می‌رود. موسیقی سایکدلیک در اواسط دهه هفتاد به وسیله گروه‌هایی نظیر جفرسون استارشیپ ادامه داده شد که آهنگ‌های مثل Fading Lady Light را منتشر کردند که آشکارا در ارتباط با مصرف ال اس دی بود.

## افول
در اواخر دهه شصت سایکدلیک راک به انزوا رفت. ال اس دی در سال ۱۹۶۶ در بریتانیا و ایالات متحده غیرمجاز شده بود. در ۱۹۶۶ قتل فجیع شارون تیت (هنرپیشه نامدار و همسر رومن پولانسکی) و لنو و رزمری لابیانس بدست چارلز منسون (جنایتکار مشهور آمریکایی) و هوادارنش به عنوان عاملی در شکل‌گیری جنبش ضد هیپی قلمداد شد چرا که آن‌ها ادعا می‌کردند تحت تأثیر ترانه‌های بیتلز نظیر هِلتِر اِسکلتِر بوده‌اند. اولین قربانیان سبک سایکدلیک راک و مواد مخدر، برایان ویلسون از بیچ بویز، برایان جونز از رولینگ استونز، پیتر گرین از فلیتوود مک و سید برت از پینک فلوید بودند که یا دچار جنون شدند یا فوت کردند. جیمی هندریکس در سپتامبر ۱۹۷۱ در لندن درگذشت، سپس جنیس جاپلین بر اثر مصرف بیش از اندازه هروئین جان خود را از دست داد و جیم موریسون به دنبال آن‌ها در ژوئیه ۱۹۷۱ در پاریس بر اثر نارسایی قلبی درگذشت. همین امر عاملی شد تا نگاه گروه‌هایی که افراد ذکرشده چهره‌های پیشرو اش بودند به سویی دیگر معطوف شود.
اکثر بازماندگان این سبک از آن رویگردان شدند و به سبک‌های ریشه‌ای راک مانند روتس راک، سبک‌های با مبنای سنتی، فولک معنا گرا، طیف گسترده‌ای از پراگرسیو راک و هوی راک مبتنی بر ریف‌های سنگین روی آوردند. در ۱۹۶۶ هنگامی که سایکدلیک راک بر موسیقی آن زمان استیلا داشت، باب دیلن جنبش بازگشت به ریشه‌های راک را زمانی که برای ضبط آلبوم Blonde on Blonde به نشویل می‌رفت رهبری می‌کرد.(باب دیلن سایکدلیک راک و پیروان آن را خوار می‌داشت و در فستیوال وواستاک شرکت نکرد). سایر گروه‌هایی که از گرایش بازگشت به ریشه‌ها در سبک‌های مختلف پیروی می‌کردند گروه کانادایی د بند و گروه کالیفرنیاییسی‌سی‌آر بودند. گرایش «بازگشت به ریشه‌های راک» در آلبوم‌های رولینگ استونز از بگار بنکوئت(۱۹۶۸) تا اکسایل آن سنت مین(۱۹۷۲) نیز مشهود است. ابرگروه کرازبی، استیلز، نش اند یانگ در ۱۹۶۸ از اعضای بِردز، بوفالو اسپرینگفیلد و هولیز تشکیل شد و بعدها نیل یانگ در ۱۹۷۰ به آن ملحق شد که از حاشیه‌های سایکلدیک راک فاصله می‌جست و بر تفسیر سیاسی و هارمونی آوازی تأکید می‌کرد.